# У посети код господина Грина
„У посети код господина Грина” је српски  ТВ филм из 2003. године. Режирао га је Иван Андријанић који је написао и сценарио по делу Џефа Барона.

## Улоге
| Глумац        | Улога         |
| ------------- | ------------- |
| Предраг Ејдус | Господин Грин |
| Срђан Тимаров | Рос Гардинер  |